# Campionat d'Àsia de bàsquet masculí
El Campionat d'Àsia de Basquetbol o FIBA Asia Cup, anteriorment ABC Championship, és una competició que enfronta les millors seleccions estatals de bàsquet d'Àsia
És organitzada per la FIBA i la primera edició es remunta a l'any 1960. Fins 2015 es disputava cada dos anys, els anys imparells, excepte la seva primera edició i era classificador per al Campionat del Món de bàsquet. Des de 2017 el torneig fou reanomenat FIBA Asia Cup, incloent equips de la regió FIBA Oceania. Es començà a disputar cada quatre anys i deixà de ser classificador per al Mundial o els Jocs Olímpics.

## Historial
| 1960 Detalls | Manila       | · Filipines     | lligueta  | · Rep. de la Xina | · Japó            | lligueta  | · Corea del Sud   |
| 1963 Detalls | Taipei       | · Filipines     | 91-77     | · Rep. de la Xina | · Corea del Sud   | lligueta  | · Tailàndia       |
| 1965 Detalls | Kuala Lumpur | · Japó          | lligueta  | · Filipines       | · Corea del Sud   | lligueta  | · Tailàndia       |
| 1967 Detalls | Seül         | · Filipines     | lligueta  | · Corea del Sud   | · Japó            | lligueta  | · Indonèsia       |
| 1969 Detalls | Bangkok      | · Corea del Sud | lligueta  | · Japó            | · Filipines       | lligueta  | · Rep. de la Xina |
| 1971 Detalls | Tokyo        | · Japó          | lligueta  | · Filipines       | · Corea del Sud   | lligueta  | · Rep. de la Xina |
| 1973 Detalls | Manila       | · Filipines     | lligueta  | · Corea del Sud   | · Rep. de la Xina | lligueta  | · Japó            |
| 1975 Detalls | Bangkok      | · Xina          | lligueta  | · Japó            | · Corea del Sud   | lligueta  | · Índia           |
| 1977 Detalls | Kuala Lumpur | · Xina          | lligueta  | · Corea del Sud   | · Japó            | lligueta  | · Malàisia        |
| 1979 Detalls | Nagoya       | · Xina          | lligueta  | · Japó            | · Corea del Sud   | lligueta  | · Filipines       |
| 1981 Detalls | Calcuta      | · Xina          | lligueta  | · Corea del Sud   | · Japó            | lligueta  | · Filipines       |
| 1983 Detalls | Hong Kong    | · Xina          | 95-71     | · Japó            | · Corea del Sud   | 83-60     | · Kuwait          |
| 1985 Detalls | Kuala Lumpur | · Filipines     | lligueta  | · Corea del Sud   | · Xina            | lligueta  | · Malàisia        |
| 1987 Detalls | Bangkok      | · Xina          | 86-79 Pr. | · Corea del Sud   | · Japó            | 89-75     | · Filipines       |
| 1989 Detalls | Beijing      | · Xina          | 102-72    | · Corea del Sud   | · Xina Taipei     | 69-58     | · Japó            |
| 1991 Detalls | Kobe         | · Xina          | 104-88    | · Corea del Sud   | · Japó            | 63-60     | · Xina Taipei     |
| 1993 Detalls | Jakarta      | · Xina          | 93-72     | · Corea del Nord  | · Corea del Sud   | 86-70     | · Iran            |
| 1995 Detalls | Seül         | · Xina          | 87-78     | · Corea del Sud   | · Japó            | 69-63     | · Xina Taipei     |
| 1997 Detalls | Riad         | · Corea del Sud | 78-76     | · Japó            | · Xina            | 94-68     | · Aràbia Saudita  |
| 1999 Detalls | Fukuoka      | · Xina          | 63-45     | · Corea del Sud   | · Aràbia Saudita  | 93-67     | · Xina Taipei     |
| 2001 Detalls | Shanghai     | · Xina          | 97-63     | · Líban           | · Corea del Sud   | 95-94 Pr. | · Síria           |
| 2003 Detalls | Harbin       | · Xina          | 106-96    | · Corea del Sud   | · Qatar           | 77-67     | · Líban           |
| 2005 Detalls | Doha         | · Xina          | 77-61     | · Líban           | · Qatar           | 89-77     | · Corea del Sud   |
| 2007 Detalls | Tokushima    | · Iran          | 74-69     | · Líban           | · Corea del Sud   | 80-76     | · Kazakhstan      |
| 2009 Detalls | Tianjin      | · Iran          | 70-52     | · Xina            | · Jordània        | 80-66     | · Líban           |
| 2011 Detalls | Wuhan        | · Xina          | 70-69     | · Jordània        | · Corea del Sud   | 70-68     | · Filipines       |
| 2013 Detalls | Manila       | · Iran          | 85-71     | · Filipines       | · Corea del Sud   | 75-57     | · Xina Taipei     |
| 2015 Detalls | Changsha     | · Xina          | 78-67     | · Filipines       | · Iran            | 68-63     | · Japó            |
| 2017 Detalls | Zouk Mikael  | · Austràlia     | 79-56     | · Iran            | · Corea del Sud   | 80-71     | · Nova Zelanda    |
| 2022 Detalls | Jakarta      | · Austràlia     | 75-73     | · Líban           | · Nova Zelanda    | 83-75     | · Jordània        |
| 2025 Detalls | Jeddah       |                 |           |                   |                   |           |                   |

1. ↑  Originalment previst per al 2021, però ajornat al 2022 a causa de la pandèmia de la COVID-19 a Àsia.

## Palmarès

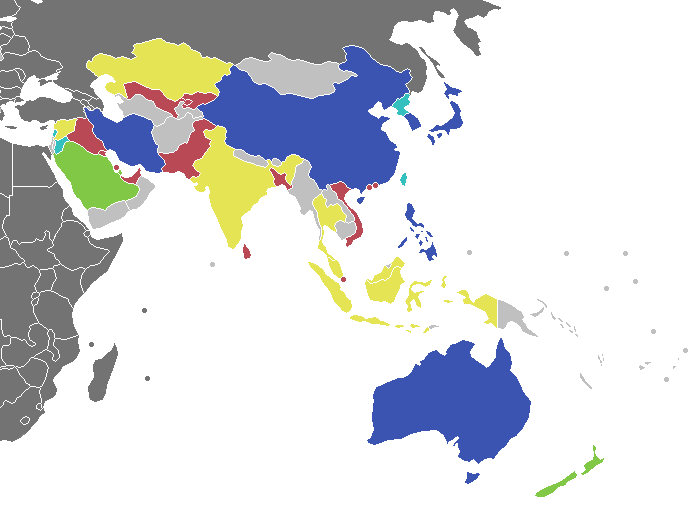
Mapa amb els millors resultats per país.
Primer
Segon
Tercer
Quart a vuitè
Menys de vuitè
No participà
No membre

| Posició | Selecció       | Or                                                                                                  | Plata | Bronze | Total |
| ------- | -------------- | --------------------------------------------------------------------------------------------------- | ----- | ------ | ----- |
| 1       | Xina           | 16 (1975, 1977, 1979, 1981, 1983, 1987, 1989, 1991, 1993, 1995, 1999, 2001, 2003, 2005, 2011, 2015) | 1     | 2      | 19    |
| 2       | Filipines      | 5 (1960, 1963, 1967, 1973, 1985)                                                                    | 4     | 1      | 10    |
| 3       | Iran           | 3 (2007, 2009, 2013)                                                                                | 1     | 1      | 5     |
| 4       | Corea del Sud  | 2 (1969, 1997)                                                                                      | 11    | 12     | 25    |
| 5       | Japó           | 2 (1965, 1971)                                                                                      | 5     | 7      | 14    |
| 6       | Austràlia      | 2 (2017, 2022)                                                                                      | -     | -      | 2     |
| 7       | Líban          | -                                                                                                   | 4     | -      | 4     |
| 8       | Taiwan         | -                                                                                                   | 2     | 2      | 4     |
| 9       | Jordània       | -                                                                                                   | 1     | 1      | 2     |
| 10      | Corea del Nord | -                                                                                                   | 1     | -      | 1     |
| 11      | Qatar          | -                                                                                                   | -     | 2      | 2     |
| 12      | Aràbia Saudita | -                                                                                                   | -     | 1      | 1     |
| 12      | Nova Zelanda   | -                                                                                                   | -     | 1      | 1     |

## Millor jugador del campionat
| Any       | Millor jugador |
| --------- | -------------- |
| 1960      | Carlos Badion  |
| 1963-1985 | ?              |
| 1987      | Lee Chung-Hee  |
| 1989      | ?              |
| 1991      | ?              |
| 1993      | ?              |
| 1995      | Hur Jae        |
| 1997      | Chun Hee-Chul  |
| 1999      | Hu Weidong     |
| 2001      | Yao Ming       |
| 2003      | Yao Ming       |
| 2005      | Yao Ming       |
| 2007      | Hamed Haddadi  |
| 2009      | Hamed Haddadi  |
| 2011      | Yi Jianlian    |
| 2013      | Hamed Haddadi  |
| 2015      | Yi Jianlian    |
| 2017      | Hamed Haddadi  |
| 2022      | Wael Arakji    |